# Danmark 92
 Der er for få eller ingen kildehenvisninger i denne artikel, hvilket er et problem. Du kan hjælpe ved at angive troværdige kilder til de påstande, som fremføres i artiklen.

Danmark 92, der igen havde rødder tilbage til organisationen Århus 89, senere Århus 92, var en bredt sammensat organisation, som blev stiftet d. 1. december 1991 et halvt år før folkeafstemningen om Maastricht-traktaten. Danmark 92 havde det ene formål at arbejde for et nej til Maastricht-traktaten og havde på forhånd besluttet at nedlægge sig selv efter folkeafstemningen. Denne beslutning blev effektueret.
Medstiftere var blandt andet Drude Dahlerup og Niels I. Meyer.
Danmark 92 lavede et papir forud for 2. juni folkeafstemningen om Maastricht-traktaten, som blandt andre Jens-Peter Bonde stod bag. Dette papir indeholdt en række krav. En del af disse krav blev senere en del af grundlaget for Det Nationale Kompromis den 27. oktober 1992 indgået af folketingspartier på Christiansborg. Det Nationale kompromis blev til de senere fire forbehold eller undtagelser fra Maastricht-traktaten.
Flere tidligere aktive i Danmark 92 var med til at danne Junibevægelsen.